# 克拉伊内姆站
克拉伊内姆站（法語：Crainhem）是布鲁塞尔地铁1号线的车站，位于比利时布鲁塞尔首都大区圣兰布雷赫茨-沃吕沃。

## 名称
该站以临近市镇克拉伊内姆命名，这一名称是由时任比利时联邦交通部长赫尔曼·德克罗选定的，尽管该站并不位于克拉伊内姆境内。